# Bystrička (přítok Oravy)
Bystrička je potok na horní Oravě, v jihozápadní části okresu Dolný Kubín. Jde o pravostranný přítok Oravy a měří 6,5 km a je tokem IV. řádu.

## Pramen
Pramení v Malé Fatře pod sedlem Medziholie, na jihovýchodním úpatí Veľkého Rozsutce (1 609,7 m n. m.) v nadmořské výšce kolem 1 160 m n.. m..

## Popis toku
Teče víceméně severojižním směrem přes Malou Fatru, podcelkem Kriváňské Fatry stejnojmennou dolinou. Zprava přibírá tři významnější přítoky a ústí do Oravy severně od obce Kraľovany v nadmořské výšce okolo 435 m n. m..